# Henri Guillaume Philippe Moke
Henri Guillaume Philippe Moke, född 1803 i Le Havre, död den 29 december 1862, var en belgisk historieskrivare.
Moke blev 1835 professor vid Athenaeum i Gent. Hans viktigaste arbeten är Histoire de la Belgique (1839–40; 4:e upplagan 1856) och La Belgique ancienne (1855; 2:a upplagan 1860). Han utgav  Splendeurs de l'art en Belgique (1848), tillsammans med Fétis och van Hasselt.